# Novegolo
Novegolo è una frazione del comune di Abbadia Lariana, situata sulla sponda orientale del Lago di Como, in provincia di Lecco, Lombardia. La frazione si trova a una altitudine che consente di godere di una vista panoramica sulla valle sottostante e sul lago.

## Geografia
Novegolo si trova a mezza costa sulla montagna che sovraintende il comune di Abbadia Lariana. Il borgo è situato in una zona che offre ampi panorami sul Lago di Como e sulle montagne circostanti. È caratterizzato da un paesaggio verdeggiante, con numerosi sentieri che si addentrano nella natura montana e che conducono a vari punti panoramici e a luoghi di interesse.

## Storia
La frazione di Novegolo ha origini antiche e si sviluppò in epoca medievale come parte delle terre agricole che costituivano il comune di Abbadia Lariana. Nel corso dei secoli, il borgo ha mantenuto la sua struttura tradizionale, con case in pietra e vicoli che ne testimoniano la storia rurale. Come molte altre frazioni della zona, Novegolo ha visto crescere la sua popolazione in parallelo con lo sviluppo di Abbadia Lariana, ma ha mantenuto una propria identità legata alla montagna e alle tradizioni locali.

## Economia
L'economia di Novegolo è storicamente legata all'agricoltura e all'allevamento, con le coltivazioni tipiche delle zone montane lombarde. Con il passare del tempo, l'area ha visto l'ingresso di attività legate al turismo, grazie alla sua posizione panoramica e alla bellezza naturale. Il turismo escursionistico è oggi una delle principali risorse economiche, con visitatori che vengono a esplorare i sentieri che partono dalla frazione.

## Sentieri e attività
Novegolo è un punto di partenza per esplorare i sentieri montani che collegano la frazione con il Monte Resegone, Grigna e altre località di interesse. La frazione è anche attraversata dal sentiero che conduce al Parco Regionale della Grigna Settentrionale, un'area protetta che ospita una varietà di flora e fauna alpina. I sentieri sono adatti per escursioni a piedi e in mountain bike, con diversi livelli di difficoltà.